# 吉富重夫
吉富 重夫（よしとみ しげお、1909年11月5日 - 1976年5月9日）は、日本の行政学者・政治学者・弁護士。法学博士（京都大学）。大阪市立大学名誉教授。辻清明 (政治学者)と並ぶ行政学第2世代の一人。

## 経歴
1909年、長崎県佐世保市に生まれる。1930年佐賀高等学校文科甲類卒業。1934年京都帝国大学法学部政治科卒業。同年、立命館大学研究生。1935年立命館大学助教授に就任。1942年立命館大学教授に就任。1947年立命館大学を退職。1948年京都弁護士会で弁護士登録。1952年大阪市立大学法学部教授に就任（～1973年）。1962年大阪市立大学法学部長（～1964年）、1967年大阪市立大学教養部長（～1969年)、1973年大阪市立大学停年退官。同名誉教授。神戸学院大学法学部教授。1976年4月神戸学院大学に退職。1976年5月1日北九州市立大学学長に就任。
この他、旧司法試験第二次試験考査委員も務めた。
1976年5月9日、盲腸肉腫のため西宮市立中央病院で死去。66歳。同年4月2日の学長選挙で学長には選ばれていたが、一度も大学に姿を見せなることはなかった。

## エピソード
- 田村徳治の門下となるも吉富在学中に京大事件によって田村は京大を退職。しかし、立命館大学研究生時代にも田村が非常勤で立命館大学に勤務していた為、再び薫陶を受けることができたという。
- 北九州大学学長に1976年5月1日に就くもかねてから病篤く僅か8日後に逝去した。
- 京都帝国大学生からの旧友に渡瀬譲がいる。
- 辻清明や長濱政壽の門下生はほとんどが行政学・地方自治論の分野に進んだが、吉富の門下生は政治学の分野に進む者が多かった。

## 主著
- 『行政組織原理』（日本評論社 1939年）
- 『行政機構改革論』（日本評論社 1941年）
- 『帝國議會の發達と其の將來』（文松堂出版 1944年）
- 『政治の実践的性格』（玄林書房 1948年）
- 『國際平和思想の發展 : 國際政治思想史』（學林社 1949年）
- 『政治学』（有信堂 1952年）
- 元川房三共著『政治概論』（三和書房 1952年初版・1955年改訂版）
- 『近代政治機構論』（有信堂 1952年初版・1962年新訂版）
- 『行政学』（有信堂 1952年）
- 『法学』（編著、有信堂 1952年）
- 『地方自治の理念と構造』（有斐閣 1963年）
- 『理論政治学』（勁草書房 1966年）
- 『現代行政学』（勁草書房 1967年）
- 『現代の行政管理』（勁草書房 1974年）

## 門下生
- 加茂利男
- 薮野祐三
- 友岡敏明（吉富ゼミ出身） - 南山大学名誉教授
- 石田徹（吉富ゼミ出身） - 龍谷大学教授